# Apristurus exsanguis
Apristurus exsanguis  (лат.) — один из видов рода чёрных кошачьих акул (Apristurus), семейство кошачьих акул (Scyliorhinidae).

## Ареал
Это глубоководный вид, эндемичный для прибрежных вод Новой Зеландии, обитает на глубине 573—1200 м. Вероятно, ведёт донный образ жизни. Максимальная длина 90 см. Половая зрелость наступает при длине 65—70 см.

## Описание
У Apristurus exsanguis 12-15 кишечных спиральных клапанов, диаметр ноздрей больше, чем расстояние между ноздрями. Окрас от бледно-серого до бледно-коричневого.

## Биология
Размножается, откладывая яйца, заключенные в твёрдую капсулу коричневого цвета. Размер капсулы 6,8 см в и 2,9 в ширину. В передней трети капсула сужается. Её поверхность покрыта тонкими волокнами и мелкими продольными бороздками, на концах имеются роговые выступы с длинными спиральными усиками. Рацион состоит из мелких костистых рыб и креветок.

## Взаимодействие с человеком
Изредка попадает в качестве прилова в сети при глубоководном тралении, однако этот вид обитает слишком глубоко, чтобы подвергаться серьезному давлению со стороны рыболовства. Международный союз охраны природы оценил статус его сохранности как «Вызывающий наименьшие опасения».